# Mouvement communiste libertaire
Le Mouvement communiste libertaire était une petite organisation, active de mai 1969 à juillet 1971.
Sa constitution dut beaucoup aux efforts de Georges Fontenis et de Daniel Guérin pour rassembler divers groupes révolutionnaires, dont certains apparus à la faveur de Mai 68.
Lors de sa fondation, les 10-11 mai 1969 à Paris, le MCL rassembla donc des militants issus du Comité d’action révolutionnaire de Tours, comme Michel Desmars et Georges Fontenis ; d’autres sortis de Tribune anarchiste communiste (TAC), comme Alexandre Skirda et Roland Biard (alias Julien Stern) ; des étudiants de la Jeunesse anarchiste communiste (JAC) de Paris ; le Groupe communiste libertaire (GCL) de Nancy, avec Alain Bonicel.

## Échec de l'unification avec l'ORA
Dès sa naissance, la question d’une unification du MCL avec l’Organisation révolutionnaire anarchiste (ORA) fut posée.
L’ORA était plus nombreuse, notamment en région parisienne, plus structurée, plus activiste, disposait de locaux nationaux et d’un journal placé en kiosques, Front libertaire ; en revanche elle peinait grandement à clarifier sa stratégie révolutionnaire.
De son côté, le MCL était moins nombreux, son maillon faible étant la région parisienne, ne disposait ni de locaux ni d’un organe de presse, et n’était guère plus structurée qu’un simple réseau ; en revanche, elle avait assez rapidement fixé son orientation — plutôt antisyndicaliste et conseilliste. 
Les négociations de fusion entre le MCL et l’ORA durèrent de l’automne 1969 à l’été 1971, et Daniel Guérin en fut un des principaux artisans. Elles finirent cependant par s’enliser et par échouer, pour trois raisons principales :
- Georges Fontenis, ancienne figure de proue de la Fédération communiste libertaire, avait mauvaise réputation auprès d’une partie des militants de l’ORA, issus de la Fédération anarchiste[2] ;
- le MCL avait, sous l’influence de Daniel Guérin, intégré l’analyse matérialiste dialectique[4] et se réclamait d'un « marxisme libertaire », à une époque où l’ORA n’y était pas encore prête[1] ;
- au sein du MCL, certains groupes influencés par le spontanéisme commençaient déjà à mettre en doute la nécessité d’une organisation révolutionnaire, et souhaitaient que l'ORA renonce au contrôle éditorial sur Front libertaire, qui serait devenu un « organe plus large, celui du communisme libertaire »[3].

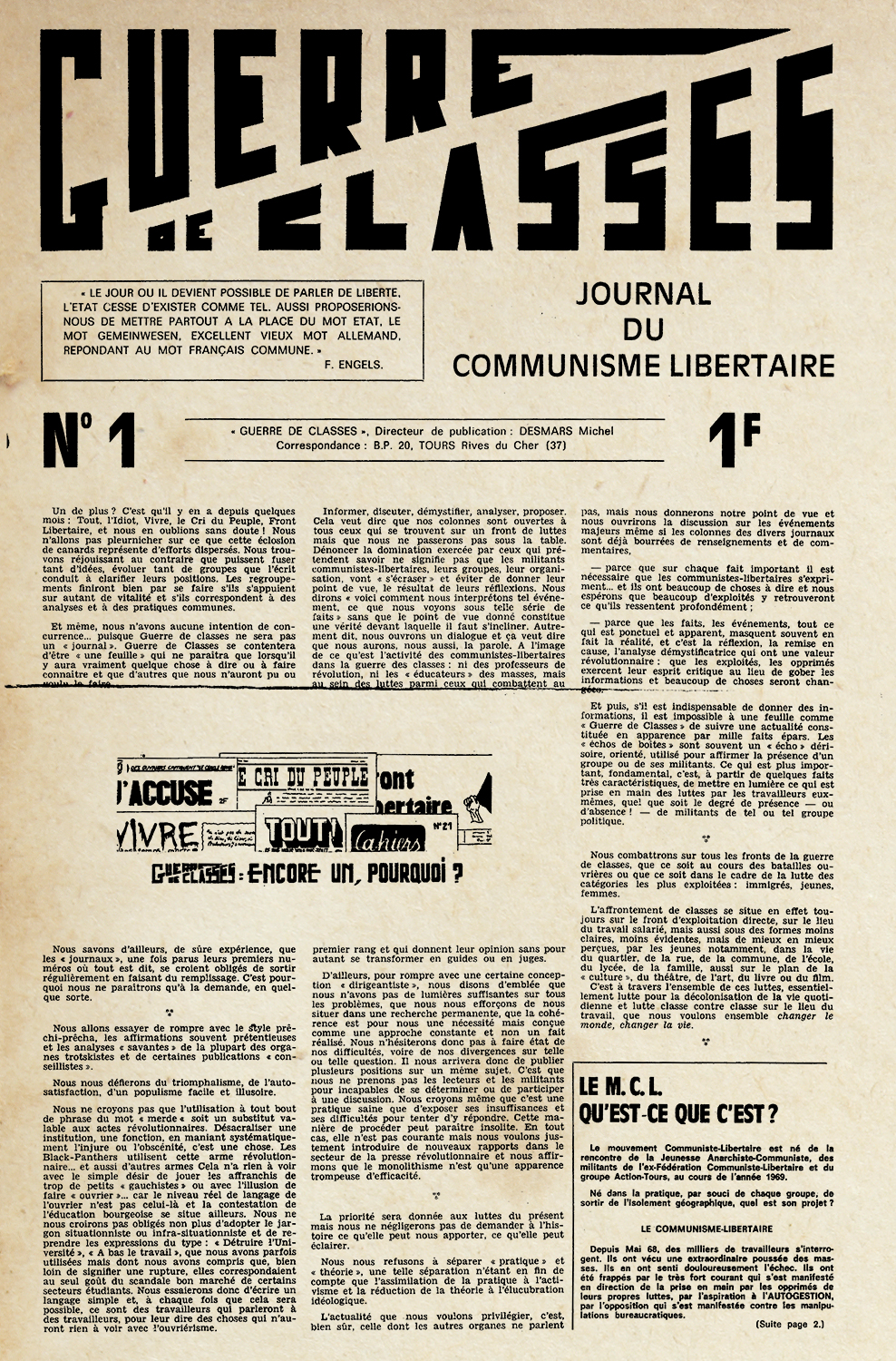
Guerre de classes, s.d. (printemps 1971), édité par le MCL.

Au printemps 1971, le MCL édita ce qui se voulait non un journal, mais une simple « feuille » irrégulière : Guerre de classes.
Le processus de fusion s’acheva finalement par une double scission : en avril 1971, un groupe important du MCL, avec Julien Stern, rejoignit l’ORA ; en sens inverse, en juillet 1971, trois groupes de l’ORA – Saint-Étienne, Marseille et Dijon – se joignirent au MCL pour fonder une nouvelle structure : l’Organisation communiste libertaire (1971-1976).

## Publication du MCL
- Guerre de classes, s.d. (printemps 1971) est consultable sur le site Archives Autonomie.
- Le MCL édita plusieurs brochures dont son « texte de base théorique » (34 pages) ; la plupart sont conservées au Fonds d'archives communistes libertaires.

## Parmi les membres du MCL
- Roland Biard
- Alain Bonicel
- Daniel Guérin
- Georges Fontenis
- Alexandre Skirda